# Phalacrus suecicus
Phalacrus suecicus is een keversoort uit de familie glanzende bloemkevers (Phalacridae). De wetenschappelijke naam van de soort werd in 1947 gepubliceerd door Palm.